# Јутарња звезда
Јутарња звезда је средњовековно оружје у облику бодљикавог буздована. Глава јутарње звезде је округлог облика са више бодљи на себи. Користили су је и пешадија и коњица, а карактеристично је да је коњичка звезда имала краћу дршку. Буздован је био традиционално витешко оружје. Развијајући се временом помало независно (од витеза до витеза ) он је постао метално оружје и поседовао је разноврстан избор глава. Јутарња звезда је задржала карактеристичне бодље, а дршка је најчешће прављена од дрвета. Постојале су и дворучне јутарње звезде које су имале дужину од 180 cm па и више. Оне су биле популарне међу пешадијом. Јутарња звезда је брзо постала широко распрострањена и често су је мешали са другом врстом оружја званим млат, који је такође имао округлу главу са шиљцима, али повезану са дршком помоћу ланца.
Иако се причало да је јутарња звезда неусавршено сељачко оружје, то није у потпуности истина. Постојале су три врсте звезда које су се разликовале по начину и квалитету израде. Прва је била права мајсторија ковача коју су користили у професионалној војсци. Друга и много једноставнија врста прављена је ручно од дрвета и користила ју је милиција сачињена од сељака. Трећа врста је била декоративне природе. Обично је била двоструко мања од обичне и направљена од метала (на пример у 16. веку направљена је једна дамска јутарња звезда од злата и сребра, тренутно се налазу у једном музеју у Лондону.)

## Украсне јутарње звезде
Два импресивна војна модела смештена су у градском музеју у Бечу и оба датирају из 16. века. Првом моделу главу од дршке одваја дрвени цилиндар, који је био ојачан челичним прстеном, са пет складно груписаних бодљи.
Други има металну главу мајсторски састављену из више делова и има четири V-облика бодље постављених на дуго копље. Он је дугачак нешто мање од два метра. На врху копља је додата упредена челична шипка.